# Teinobasis strigosa
Teinobasis strigosa – gatunek ważki z rodziny łątkowatych (Coenagrionidae).